# Città dello sport (Kuala Lumpur)

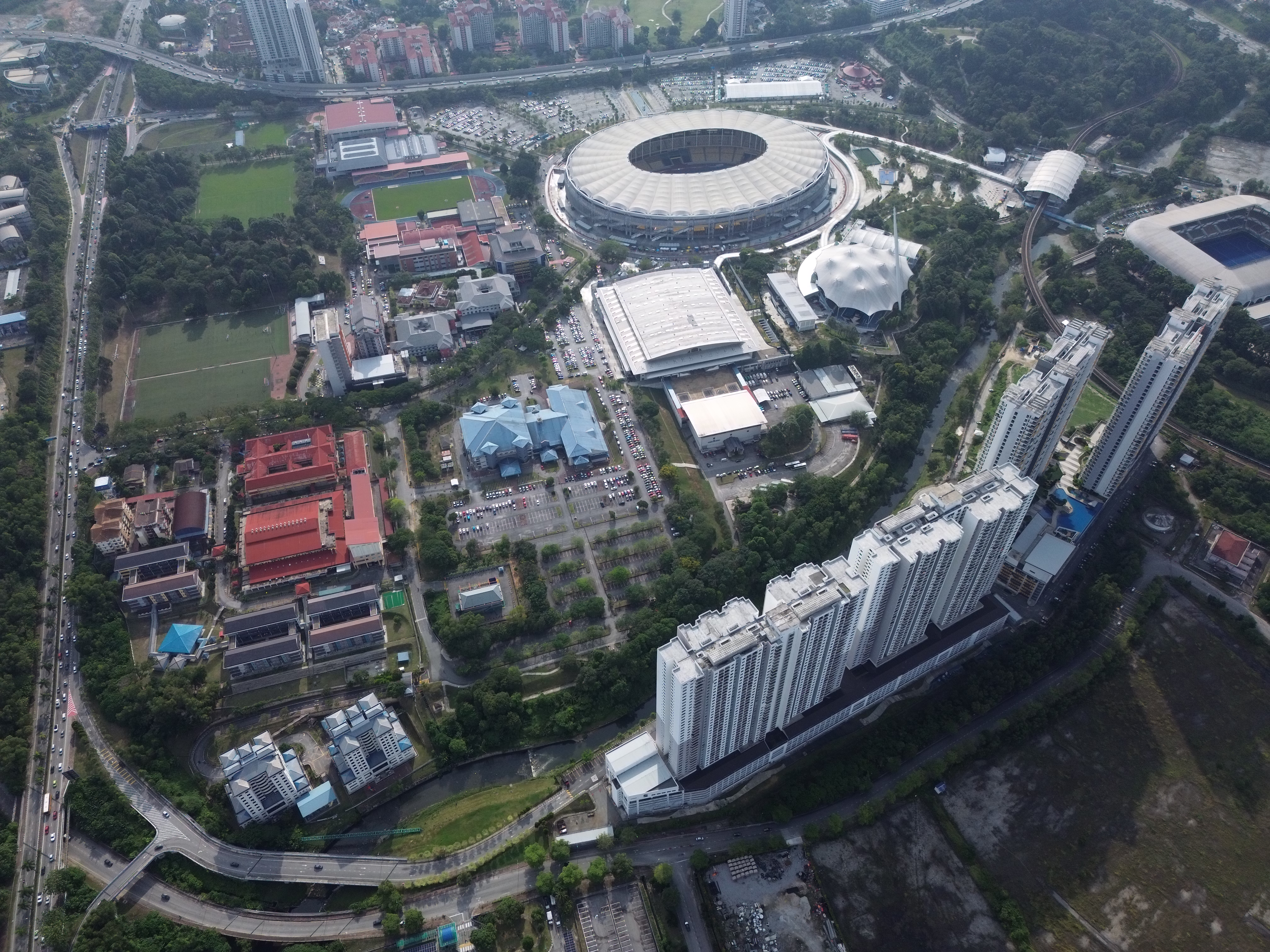
Veduta aerea della Città dello sport con lo stadio nazionale di Bukit Jalil

La Città dello sport (in malese: Bandaraya Sukan) è un complesso sportivo di Bukit Jalil, sobborgo di Kuala Lumpur, capitale della Malaysia, costruito in occasione dei Giochi del Commonwealth del 1998.
La sua edificazione è stata progettata nel 1989 ed è partita nel 1992 sotto la spinta del ministero per la Gioventù e lo Sport. Il contractor è United Engineers Malaysia Berhad, che ne ha portato a compimento la realizzazione proprio nell'anno dei Giochi, inaugurato l'11 luglio 1998 dal primo ministro Mahathir Mohamad e con un concerto di Gwen Stefani.
Il complesso sportivo è raggiungibile attraverso la Shah Alam Expressway, la Puchong-Sungai Besi Highway, la Maju Expressway e la Kuala Lumpur-Seremban Expressway.
Dopo i Giochi del Commonwealth ha ospitato numerosi eventi sportivi, fra cui i Southeast Asian Games 2001, i ASEAN ParaGames 2009 e, a partire dal 2009, un torneo professionistico di tennis.